# Allison T40
L’Allison T40 (désignation de la compagnie Allison Model 500) est un turbopropulseur composé de deux turbopropulseurs Allison T38 entraînant des hélices contrarotatives à travers une boîte à engrenages commune. Conçu dans les années 1940, avec beaucoup de difficultés, ce moteur délicat fut globalement un échec.

## Conception et développement
Le concept du T40 vit le jour en 1944 chez Allison Engine Company, où des études de conception furent menées pour la création d'un turbopropulseur de 4 000 ch (2 983 kW). Prenant avantage de cet effort, l'US Navy attribua à Allison un contrat pour la conception et le développement d'un turbopropulseur de 4 100 ch (3 057 kW).

### Caractéristiques
Le T40 ainsi créé combinait deux sections de puissance Allison T38-A-1 côte-à-côte, avec une boîte à engrenages commune entraînant deux hélices contrarotatives. Bien que cette disposition semble similaire à celle du Double Mamba britannique, le T40 différait du moteur britannique par le fait que chaque unité de puissance entraînait à la fois les hélices avant et arrière, alors que sur le Double Mamba, chaque unité entraînait séparément une hélice.
Les unités de puissance T38-A-1 contenaient chacune des compresseurs à 17 étages, donnant un taux de compression de 6,3 pour 1, huit chambres de combustion, et quatre étages de turbine. Une boîte à deux engrenages réducteurs était entraînée par les arbres provenant des unités de puissance. Chaque arbre de transmission intégrait un embrayage, afin de permettre aux unités d'être mises en route indépendamment,.
Les accessoires comprenaient une unité de contrôle principale (Master Control Unit) montée au-dessus des compresseurs et un démarreur à air comprimé sur la boîte d'engrenages réducteurs. Cette dernière avait un rapport de réduction de 15,75 : 1 et était équipée d'un frein d'hélice pour prévenir le moulinage lorsque le moteur était arrêté. Le dégivrage des entrées d'air était effectué par de l'air chaud prélevé sur le compresseur. L'hélice contrarotative était constituée de deux hélices tripales Aeroproducts de 4,30 m de diamètre reliées par des arbres concentriques. 90 % de l'énergie développée par l'ensemble était consommée par l'hélice. Le moteur produisait une puissance de 5 100 shp, auxquels s'ajoutaient environ 800 kgp de poussée résiduelle.

### Tests

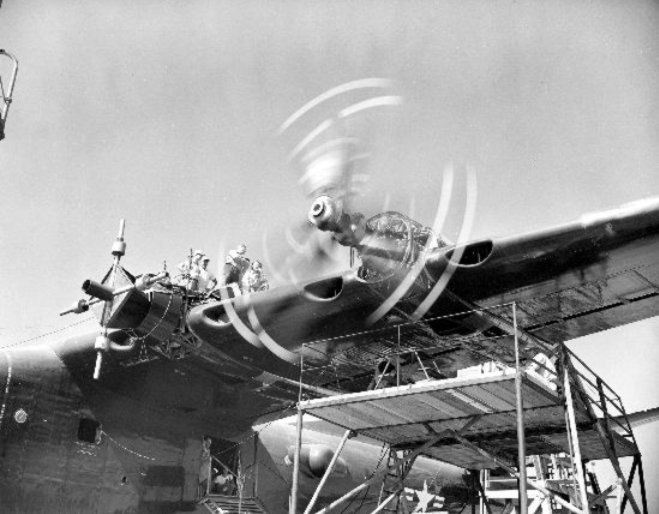
Des moteurs T40 sur le prototype XP5Y-1, en 1950.

Les tests du XT40 commencèrent le 4 juin 1948 et révélèrent des problèmes majeurs de vibrations en provenance de la boîte d'engrenages, dus à une mauvaise combinaison de fréquences causée par des dents d'engrenages mal conçues. Le système de découplage, conçu pour déconnecter une unité de puissance en cas de panne avait, lui, parfaitement fonctionné. Le principal problème venait de la longueur des arbres de transmission reliant les turbines à la boîte à engrenages, constitués de trois sections de presque 90 cm. Chacune de ces sections était reliée à la suivante par un roulement emballé dans de la graisse, mais c'étaient précisément ces roulements qui avaient tendance à chauffer puis casser sous la contrainte. Les roulements présents à l'intérieur de la boîte à engrenages elle-même étaient lubrifiés par un circuit sous pression et ne posaient pas de problème.
Au cours d'un essai dans une salle de tests, l'une des deux unités de puissance développa une importante fuite d'huile et la tentative de la stopper fut vaine parce-que le moteur continuait à fonctionner en brûlant sa propre huile (!), provenant de la fuite. Après plusieurs tentatives infructueuses, la seule solution trouvée pour stopper la machine infernale consista à lui jeter et lui faire avaler des paquets de rondelles et de boulons par l'entrée d'air, afin de casser son compresseur, déclenchant ainsi à nouveau le système de découplage.
Le premier essai en vol du T40 eut lieu à bord du prototype XP5Y-1, de l'hydravion de transport Convair R3Y Tradewind, le 18 avril 1950, l'appareil étant équipé de quatre T40-A-4, développant 5 250 ch (3 915 kW). L'utilisation en service du T40 révéla de nombreux problèmes d'intégrité des hélices et des boîtes à engrenages, avec au-moins à chaque fois une perte d'hélice en vol et une séparation de boîte d'engrenages. Un problème inhabituel fut découvert pendant le roulage au sol du chasseur à turbopropulseur texte=Republic XF-84H Thunderscreech, l'hélice spéciale transsonique à trois pales créait des harmoniques qui se révélèrent dangereux pour les êtres humains dans un certain rayon autour de l'avion.
Les plus gros problèmes du T40 furent sa boîte d'engrenages fragile, et le système de contrôle de l'hélice, qui utilisait 25 tubes à vide, et qui était loin d'être fiable. Un travail de développement considérable dut être effectué sur ce système, qui devait être extrêmement fiable et fournir une protection parfaite contre tous les types de problèmes possibles en vol. Il devait cependant toujours pouvoir assurer un alignement correct du pas d'hélice, du débit de carburant, de la vitesse des moteurs et des différentes températures, sur une plage de régimes allant de « plein gaz avant » à « plein gaz arrière » (full reverse). Comme les turbines à gaz individuelles étaient reliées par un embrayage à la boîte d'engrenages, il fut pensé dans de nombreux cas que l'avion ne pourrait voler en croisière qu'avec un seul des deux moteurs en route, et allumer le deuxième seulement lorsqu'il était nécessaire d'obtenir plus de puissance. En pratique cette solution ne fonctionna pas vraiment bien. L'échec de la détection que l'un des deux T38 avait cassé (celui de droite), et que son compresseur était en train de dévorer la puissance du moteur restant, encore en bon état, mena à la perte du premier prototype du Douglas XA2D-1 et de son pilote le 14 décembre 1950.
La boîte à engrenages était tenue dans une structure soudée par six supports Dynafocal, l'assemblage soudé étant attaché de façon rigide au longeron avant. Les rotations de la boîte à engrenages, produites par les défauts d'alignement de l'hélice, étaient absorbées par des barres de torsion disposées sur la structure de support de l'ensemble. Des dispositions alternatives, telles que des procédures d'alignement précises, un soufflage d'air de refroidissement sur le carénage des roulements, l'équilibrage à haute vitesse des arbres de transmission, le renfort des roulements de structure supportant les arbres et la modification du support de la boîte de vitesses, permirent de rendre l'utilisation du T40 presque normale, sans pour autant avoir réussi à éliminer les problèmes de surchauffe des roulements intermédiaires des deux arbres.
Une nouvelle approche concernant le problème de l'installation du moteur devait être effectuée. À ce moment, la compagnie Allison conçut, fabriqua et testa un jeu d'assemblage de roulements qui étaient complètement enfermés dans un tube connecté aux sections de puissance et à la boîte de vitesses. Cet assemblage fut enfin installé dans l'avion et testé en vol, avec des résultats enfin encourageants.
Un autre problème du T40 était sa susceptibilité à l'ingestion d'eau. Avec ce moteur, il était possible de perdre la totalité de la puissance d'une des deux turbines en pulvérisant un simple brouillard de fine gouttelettes d'eau devant les entrées d'air. Ce problème fut très pénalisant pour la définition de la configuration finale de l'ensemble du moteur.

### Allison T44
La compagnie proposa l’Allison T44 (désignation interne Model 503), avec trois unités de puissance, mais aucun ne fut produit et le projet fut abandonné.

### Allison T54
Après le succès initial plutôt mitigé du T40, l’US Navy sponsorisa le développement d'un nouveau turbopropulseur, le T54, environ 28 % plus gros que le T40, mais ces travaux d'études furent vite dépassés par ceux de l'Allison T56 (Allison 501-D), et le développement fut arrêté.

## Histoire opérationnelle

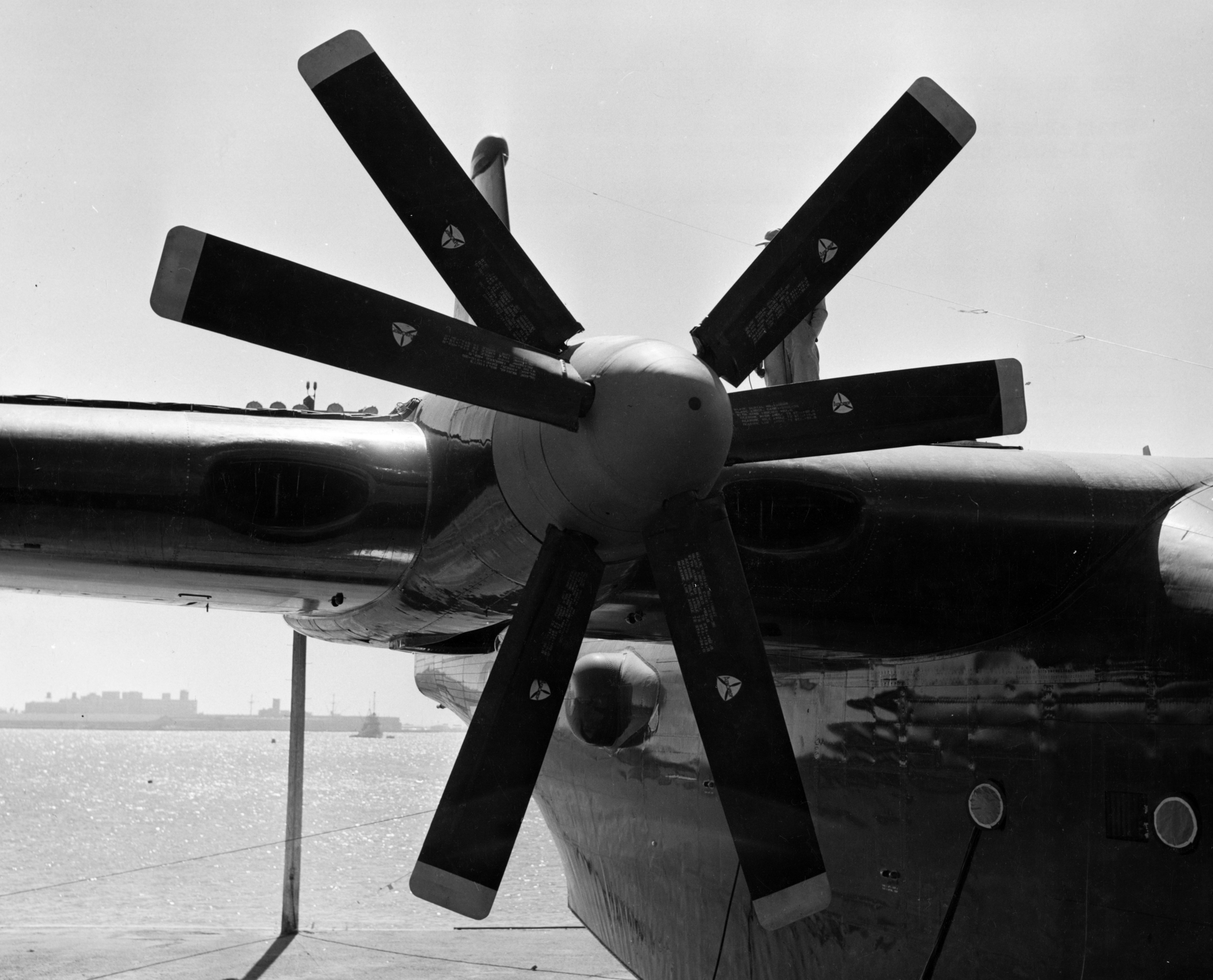
Un T40 d'un Convair XP5Y-1.

Le premier avion à avoir volé avec le T40 fut le prototype d'avion de patrouille maritime Convair XP5Y-1. Comme le rôle d'hydravion de patrouille devenait redondant, l’US Navy changea le rôle de l'avion de guerre anti-sous-marine en celui d'avion de transport. Les modifications appliquées au XP5Y-1 (comme l'apport d'une climatisation et de la pressurisation) créèrent le Convair R3Y Tradewind, le seul avion utilisant des T40 à réellement entrer en service. Ces gros hydravions quadrimoteurs étaient principalement utilisés entre NAS Alameda et Hawaï au milieu des années 1950, remplaçant les hydravions Martin JRM Mars. Il y eut de nombreux problèmes avec les T40. L'un d'eux faillit provoquer une catastrophe en 1956, lorsqu'un R3Y dut atterrir avec un moteur HS et finit sa course dans une digue. Cet événement donna à la marine américaine une raison de plus de clouer au sol le R3Y, ce qu'elle fit rapidement.

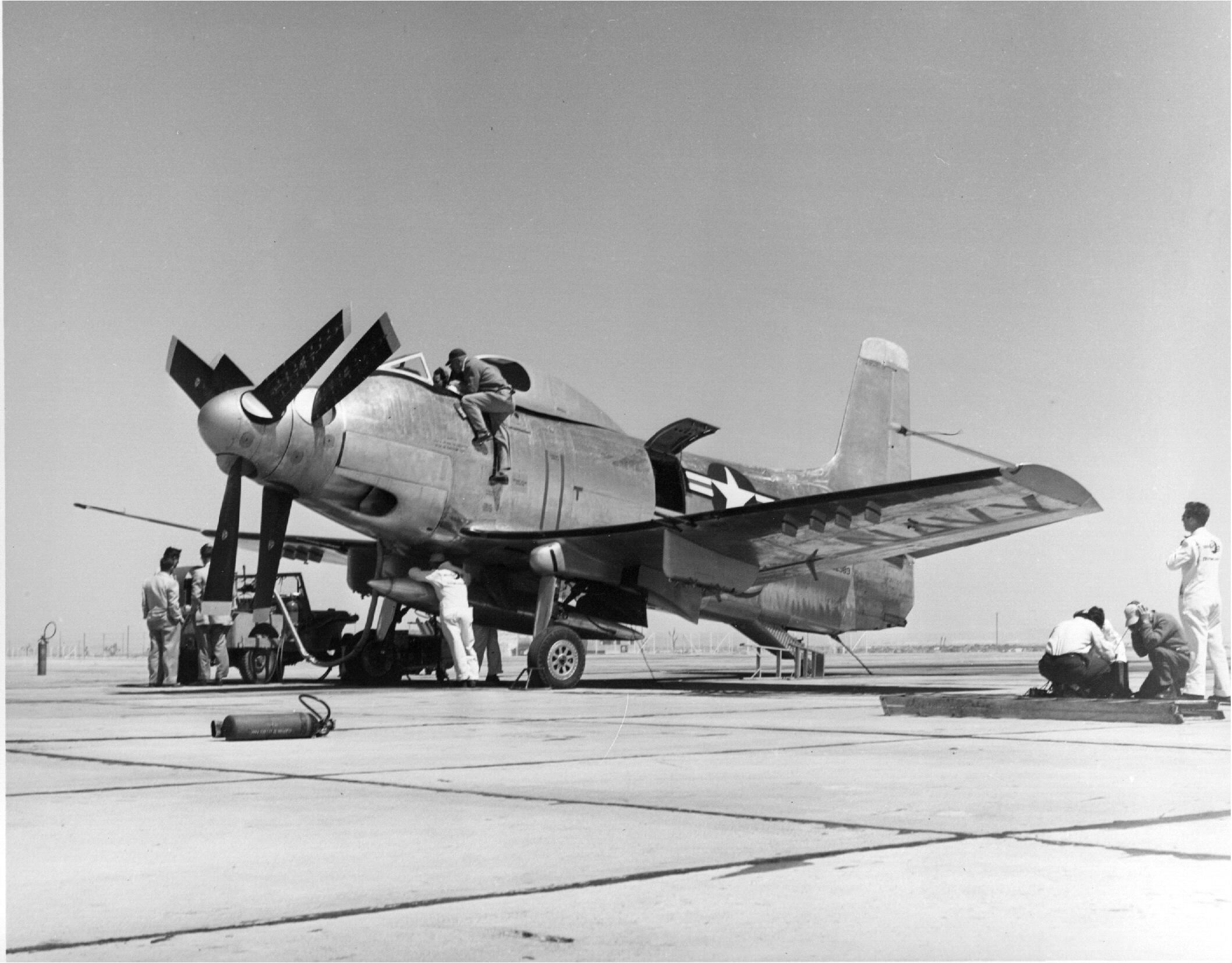
Le second prototype Douglas A2D Skyshark en cours de préparation pour son premier vol en avril 1952.

Le seul autre avion à avoir été produit en « grandes » quantités pour être propulsé par le T40 fut le Douglas A2D Skyshark,. Sur les 16 exemplaires fabriqués, les douze utilisés pour évaluations subirent les mêmes déconvenues que le R3Y, au rayon desquelles les problèmes d'hélices et les casses d'engrenages restaient parmi les plus communes.
Le T40 fut aussi installé sur le North American A2J-1 Super Savage mais la médiocre performance de l'avion et des problèmes récurrents avec les moteurs forcèrent à l'abandon du projet en faveur du Douglas A3D Skywarrior.
Les succès les plus notables du T40 furent dans le domaine des avions à décollage vertical, ayant été utilisé pour propulser trois appareils différents, le Convair XFY Pogo, le Lockheed XFV et l'avion de recherches à ailes basculantes Hiller X-18. Équipé avec l'YT40-A-6 plus puissant, de 7 100 shp, le XFY effectua le premier cycle complet de vol décollage vertical → vol horizontal → atterrissage vertical d'un appareil à ailes fixes en novembre 1954. Des inquiétudes constantes concernant les hélices, la faible charge utile et les faibles performances de l'appareil mirent fin à un développement plus poussé.
Quelques vols furent effectués avec le Hiller X-18, mais la plupart des recherches furent menées avec l'appareil arrimé fermement à une plateforme de mesure de forces, qui pouvait être élevée hydrauliquement, afin de collecter des données sur les caractéristiques des effets de sol.
Quelques vols limités furent effectués avec les deux chasseurs turbopropulsés Republic XF-84H Thunderscreech, mais les difficultés incessantes avec le T40 et son hélice supersonique, sans parler de ses performances complètement dépassées par ses rivaux contemporains, menèrent à l'abandon des programmes de production.

## Applications
- Douglas A2D Skyshark : 1 × XT40-A-2 ;
- North American A2J-1 Super Savage : 2 × XT40-A-6 ;
- Convair XP5Y-1 : 4 × XT40-A-5 ;
- Convair R3Y Tradewind : 4 × XT40-A-10 ;
- Hiller X-18 : 2 × T40-A-4
- Lockheed XFV : 1 × YT40-A-14 ;
- Convair XFY Pogo : 1 × YT40-A-14 ;
- Republic XF-84H Thunderscreech : 1 × XT40-A-1, entraînant une seule hélice supersonique à trois pales.